# Hampton Gay and Poyle
Hampton Gay and Poyle är en civil parish i Storbritannien.   Den ligger i grevskapet Oxfordshire och riksdelen England, i den södra delen av landet, 90 km väster om huvudstaden London.